# Lista de senadores do Brasil da 29.ª legislatura
Esta é a lista de senadores do Brasil da 29.ª legislatura do Congresso Nacional. Inclui-se o nome civil dos parlamentares, o partido ao qual eram filiados na data da posse, sua unidade federativa de origem, bem como outras informações. Esta legislatura do Senado Federal durou de 1 de fevereiro de 1911 a 31 de janeiro de 1915.

## Senadores em exercício ao fim da legislatura
| Imagem              | Nome                                                          | Início de mandato       | Fim de mandato          | Observações |
| Alagoas             | Alagoas                                                       | Alagoas                 | Alagoas                 | Alagoas |
| ------------------- | ------------------------------------------------------------- | ----------------------- | ----------------------- | --- |
|                     | Manuel Araújo Góis (Manuel José de Araújo Góis)               | 15 de novembro de 1906  | 16 de fevereiro de 1917 | [ 1 ] |
|                     | Manuel Gomes Ribeiro                                          | 15 de fevereiro de 1912 | 31 de dezembro de 1918  | Barão de Traipú |
|                     | Leopoldo Bulhões (José Leopoldo de Bulhões Jardim)            | 1° de fevereiro de 1909 | 31 de janeiro de 1917   | [ 3 ] |
| Amazonas            |                                                               |                         |                         | |
|                     | Antônio Luís von Hoonholtz                                    | 10 de fevereiro de 1912 | 31 de janeiro de 1917   | Barão de Tefé com honras de grandeza |
|                     | Gabriel Salgado (Gabriel Salgado dos Santos)                  | 1° de janeiro de 1912   | 31 de janeiro de 1917   | [ 7 ] |
|                     | Silvério José Nery                                            | 11 de fevereiro de 1904 | 11 de novembro de 1930  | Perdeu o mandato com a vitória da Revolução de 1930, que dissolveu os órgãos legislativos do país, partiu para o exílio na Europa           |
| Bahia               |                                                               |                         |                         | |
|                     | Ruy Barbosa (Ruy Barbosa de Oliveira)                         | 15 de novembro de 1891  | 10 de março de 1921     | Renunciou o mantado em 1921 |
|                     | José Marcelino de Sousa                                       | 15 de Novembro de 1909  | 26 de Abril de 1917     | Segunda passagem pelo senado. Faleceu no exercício do cargo.                                                                                |
|                     | Luís Viana (Luiz Vianna)                                      | 1912                    | 1917                    | [ 11 ] |
| Ceará               |                                                               |                         |                         | |
|                     | Tomás Accioly (Tomás Pompeu Pinto Accioly)                    | 1° de fevereiro de 1909 | 9 de setembro de 1918   | [ 12 ] |
|                     | Pedro Borges (Pedro Augusto Borges)                           | 13 de julho de 1904     | 31 de janeiro de 1917   | Governador do Ceará (1900-1904) |
|                     | Francisco Sá                                                  | 15 de novembro de 1906  | 17 de setembro de 1915  | Suplente de José Joaquim Domingues Carneiro                                                                                                 |
| Espírito Santo      |                                                               |                         |                         | |
|                     | Bernardino Monteiro (Bernardino de Sousa Monteiro)            | 1° de fevereiro de 1909 | 22 de maio de 1916      | Eleito Governador do Espírito Santo (1916-1920)                                                                                             |
|                     | Nestor Gomes                                                  | 1° de fevereiro de 1915 | 22 de maio de 1920      | Eleito Governador do Espírito Santo (1920-1924)                                                                                             |
|                     | José de Melo Carvalho Muniz Freire                            | 7 de agosto de 1905     | 30 de dezembro de 1914  | Governador do Espírito Santo (1900-1904) |
| Distrito Federal    |                                                               |                         |                         | |
|                     | Augusto de Vasconcelos                                        | 15 de Novembro de 1906  | 10 de Dezembro de 1915  | Faleceu no exercício do cargo. Presidente do Ministério de Portugal (1912-1911)                                                             |
|                     | Melquíades Mário de Sá Freire                                 | 15 de Novembro de 1909  | 15 de Novembro de 1916  | |
|                     | Alcindo Guanabara                                             |                         |                         | [ 18 ] |
| Goiás               |                                                               |                         |                         | |
|                     | Brás Abrantes                                                 | 29 de maio de 1906      | 31 de janeiro de 1915   | |
|                     | Gonzaga Jaime (Luís Gonzaga Jaime)                            | 1° de fevereiro de 1909 | 29 de janeiro de 1921   | [ 19 ] |
|                     | Manuel Cícero Peregrino da Silva                              |                         |                         | |
| Maranhão            |                                                               |                         |                         | |
|                     | Manuel Costa Rodrigues (Manuel Bernardino da Costa Rodrigues) |                         |                         | [ 20 ] |
|                     | José Eusébio                                                  | 16 de Setembro de 1909  | 25 de Abril de 1925     | Faleceu no exercício do cargo |
|                     | Urbano Santos da Costa Araújo                                 | 15 de novembro de 1906  | 14 de novembro de 1914  | Vice-Presidente da República (1914-1918) |
| Mato Grosso         |                                                               |                         |                         | |
|                     | Antônio Azeredo (Antônio Francisco Azeredo)                   | 1° de fevereiro de 1897 | 11 de novembro de 1930  | Perdeu o mandato com a vitória da Revolução de 1930, que dissolveu os órgãos legislativos do país, partiu para o exílio na Europa           |
|                     | José Metello (José Maria Metello)                             | 1° de fevereiro de 1900 | 31 de dezembro de 1908  | [ 23 ] |
|                     | Joaquim Murtinho (Joaquim Duarte Murtinho)                    | 15 de novembro de 1902  | 18 de novembro de 1911  | Faleceu no exercício do cargo |
|                     | José Murtinho (José Antônio Murtinho Filho)                   | 1912                    | 1920                    | Substituiu Joaquim, vindo a falecer apenas em 1930                                                                                          |
| Minas Gerais        |                                                               |                         |                         | |
|                     | Bernardo Monteiro (Bernardo Pinto Monteiro)                   | 15 de novembro de 1910  | 24 de julho de 1924     | Faleceu no exercício do cargo |
|                     | Álvaro Bueno de Paiva (Francisco Álvaro Bueno de Paiva)       | 15 de Novembro de 1912  | 9 de Novembro de 1920   | Teve duas passagens pelo senado, essa foi a primeira. Renunciou o mandato para assumir a Vice-presidência do Brasil (1920-1922)             |
|                     | Feliciano Augusto de Oliveira Pena                            |                         |                         | |
| Pará                |                                                               |                         |                         | |
|                     | Artur de Sousa Lemos                                          |                         |                         | Suplente |
|                     | Justo Chermont (Justo Pereira Leite Chermont)                 | 1° de fevereiro de 1911 |                         | [ 29 ] |
|                     | Lauro Sodré                                                   |                         |                         | Anteriormente Senador pelo Pará e pela Guanabara                                                                                            |
| Paraíba             |                                                               |                         |                         | |
|                     | Epitácio Pessoa                                               | 3 de maio de 1913       | 27 de julho de 1919     | Presidente da República (1919-1922) |
|                     | Valfredo Leal                                                 | 1° de fevereiro de 1909 | 31 de janeiro de 1917   | Monsenhor |
|                     | Castro Pinto                                                  | 7 de abril de 1908      | 27 de agosto de 1912    | |
| Paraná              |                                                               |                         |                         | |
|                     | Alencar Guimarães                                             | 27 de abril de 1908     | 8 de outubro de 1920    | [ 33 ] |
|                     | Cândido Ferreira de Abreu                                     |                         |                         | |
|                     | Generoso Marques (Generoso Marques dos Santos)                | 1° de fevereiro de 1909 | 22 de maio de 1926      | Governador do Paraná (1891) |
| Pernambuco          |                                                               |                         |                         | |
|                     | Antônio Gonçalves Ferreira                                    | 1° de Fevereiro de 1904 | 31 de Janeiro de 1915   | Governador de Pernambuco (1900-1904) |
|                     | João Ribeiro de Brito                                         |                         |                         | [ 35 ] |
|                     | Sigismundo Gonçalves                                          |                         |                         | |
| Piauí               |                                                               |                         |                         | |
|                     | Félix Pacheco                                                 |                         |                         | [ 36 ] |
|                     | Gervásio Passos                                               |                         |                         | |
|                     | Firmino Pires Ferreira                                        | 15 de Novembro de 1894  | 22 de Julho de 1930     | Faleceu no exercício do cargo |
| Rio de Janeiro      |                                                               |                         |                         | |
|                     | Nilo Peçanha                                                  |                         |                         | Presidente da República (1909-1910) |
|                     | Érico Marinho da Gama Coelho                                  |                         |                         | [ 37 ] |
|                     | Francisco Portela                                             |                         |                         | |
| Rio Grande do Norte |                                                               |                         |                         | |
|                     | Elói de Sousa                                                 |                         |                         | [ 38 ] |
|                     | João de Lira Tavares                                          |                         |                         | [ 39 ] |
|                     | Augusto Tavares de Lira                                       | 1° de Fevereiro de 1910 | 14 de Novembro de 1914  | Renunciou para assumir o Ministro da Viação e Obras Públicas do Brasil                                                                      |
| Rio Grande do Sul   |                                                               |                         |                         | |
|                     | Pinheiro Machado (José Gomes Pinheiro Machado)                | 1° de janeiro de 1890   | 8 de setembro de 1915   | Presidente do Senado Federal (1902-1903) |
|                     | Diogo Fernandes Álvares Fortuna                               |                         |                         | |
|                     | Vitorino Monteiro                                             | 15 de novembro de 1906  | 30 de maio de 1920      | Suplente de Ramiro Barcellos, que assumiu uma cadeira no senado pelo Rio de janeiro, posteriormente reeleito. Faleceu no exercício do cargo |
| Santa Catarina      |                                                               |                         |                         | |
|                     | Hercílio Luz                                                  |                         |                         | |
|                     | Filipe Schmidt                                                | 29 de setembro de 1902  | 27 de outubro de 1914   | Duas vezes Governador de Santa Catarina (1898-1902) e (1914-1918)                                                                           |
|                     | Abdon Batista                                                 |                         |                         | |
| São Paulo           |                                                               |                         |                         | |
|                     | Campos Salles (Manoel Ferraz de Campos Salles)                | 3 de Maio de 1909       | 28 de Junho de 1913     | Faleceu no exercício do cargo. Presidente da República (1898-1902)                                                                          |
|                     | Francisco Glicério                                            |                         |                         | [ 43 ] |
|                     | Alfredo Ellis                                                 | 15 de fevereiro de 1903 | 30 de junho de 1925     | Faleceu no exercício do cargo |
| Sergipe             |                                                               |                         |                         | |
|                     | Guilherme de Campos                                           | 1° de Fevereiro de 1909 | 31 de Janeiro de 1917   | Governador de Sergipe (1905-1908) |
|                     | Manuel Prisciliano de Oliveira Valadão                        | 2 de fevereiro de 1907  | 23 de outubro de 1914   | Governador do Sergipe (1914-1918) |
|                     | Antônio José de Siqueira Meneses                              |                         |                         | [ 47 ] |